# SimCity 4
SimCity 4 es un videojuego de construcción de ciudades, la cuarta entrega de la serie SimCity, desarrollado por Maxis y distribuido por Electronic Arts. Fue lanzado para Windows el 12 de enero de 2003 en América del Norte, el 17 de enero en varios países de Europa y el 31 de enero en España. Posteriormente se desarrolló una versión para Mac OS X, que se publicó en junio de 2003 en Estados Unidos y más tarde en el resto del mundo. Para el desarrollo se contó con la colaboración de Will Wright, creador de los primeros títulos de la serie, y también de Los Sims y Spore.

## Sistema de juego
SimCity 4 es un juego enfocado a la urbanización de una ciudad, donde usted es el alcalde y se va construyendo una ciudad poco a poco. La meta de este juego es alcanzar una ciudad donde todos los ciudadanos estén contentos de ver el progreso de la ciudad, si no lo están se mudarán a otras ciudades, en cambio si se lo hace bien la ciudad prosperará y los ciudadanos la amarán, además este juego es uno de los que tienen más características realistas, ya que se tiene que cuidar los impuestos, las ganancias, la seguridad, la educación, el tráfico, la sanidad y el medio ambiente.
Las principal novedad de SimCity 4 respecto a su antecesor en pc es su nuevo aspecto casi 3D. Las ciudades aparecen con un nivel gráfico cercano al de la fotografía: esto es así porque el juego no es en realidad 3D, sino que usa imágenes prerenderizadas puestas sobre rectángulos que se superponen. SimCity 4 es el segundo juego de esta saga que trabaja bajo un motor 3D, el primero siendo SimCity 64, que salió para la descontinuada Nintendo64DD(periférico para la Nintendo 64) . Gracias al hacer uso de las nuevas tecnologías que ofrecen las tarjetas de video; se obtiene una flora y fauna más realista y mejores efectos visuales para las olas, la niebla, los vehículos, las embarcaciones y los desastres. A pesar de ello no se puede rotar la cámara a voluntad: sólo hay 4 ángulos posibles. Esta restricción ya estaba en la versión anterior de SimCity.
Otra novedad es el uso de regiones como elemento englobador de las ciudades. Anteriormente, una ciudad podía establecer tratos con ciudades vecinas que eran "simuladas" por el propio ordenador; ahora puedes crear varias ciudades y unirlas por medio de carreteras o vía marítima y definir los acuerdos y ciudades para un uso específico, por ejemplo: una ciudad exclusivamente para trabajar y brindar electricidad y otra turística o para vivir e incluso una comunidad netamente agrícola. Además todas las ciudades están agrupadas en una región; en la pantalla de inicio del juego puedes ver la última región seleccionada y puedes elegir entre muchas otras regiones, cada una con distintas ciudades y zonas por construir.
Otras novedades incluyen la aparición de las densidades. Ahora las zonas están subclasificadas en densidades, que van de mayor a menor. Una densidad mayor tiene mayor tendencia a desarrollar mayores edificios de su tipo correspondiente, empleando o proporcionando hogar a mayor población. Sin embargo, también tienen requisitos mucho mayores, y generan mucho más tráfico. Otro cambio importante son la incorporación de calles, que son carreteras económicas y son creadas automáticamente al crear una zona grande. Tanto las carreteras como las zonas son más versátiles ya no requieren un terreno plano como en otras versiones; ahora se adaptan al terreno permitiéndote construir en casi cualquier parte y de muchas formas diferentes haciendo que la ciudad se vea más realista.

### Modos de juego
El primero es el Modo dios donde tienes control total sobre la tierra de la ciudad. En este modo preparas el terreno para la posterior fundación de la ciudad, con múltiples herramientas para modificar la altura y crear árboles y animales. Una vez creada la ciudad el Modo Dios se limita en las formaciones del terreno, y únicamente se pueden causar desastres, además de la armonización de límites de cada ciudad (conexión correcta de las alturas de ciudades), configuración del Sol permanente y la Luna eterna o como en la realidad, día y noche según el horario, y la destrucción total e irreversible de cualquier indicio de civilización además de la fauna, devolviendo la ciudad a su estado original, lo que hace que el jugador vuelva a tener completo control sobre el terreno, erosión, suavizado, relieve, plantación gratis de árboles y colocar fauna.
Estos son los desastres que aparecen en el Modo dios.
En el juego los desastres ocasionan destrucción de la ciudad.
1. Robot gigante
2. Volcán
3. Fuego
4. Meteorito
5. Tornado
6. Rayo
7. Terremoto

La expansión SimCity 4: Hora Punta incluye:
1. Ovni (Objeto Volador No Identificado)
2. Autosaurio Rex

El segundo es el modo alcalde y es el más importante en el juego. Este es el que te permite construir cualquier estructura gubernamental e identificar y controlar los presupuestos, la satisfacción de los ciudadanos y otros valores estadísticos, como el tráfico o la esperanza de vida.
Se puede jugar a distintas velocidades:
1. Pausa.
2. Velocidad de tortuga (muy lenta).
3. Velocidad de rinoceronte (normal).
4. Velocidad de guepardo (muy rápido).

El tercer modo es este, el modo Mi Sim. Se centra en el propio habitante poniéndote en su piel, con el objetivo de obtener información para arreglar los problemas del barrio.
Y con la expansión (Simcity 4: Hora punta) o la versión deluxe, puede tomarse acción en este sentido. El modo "U-Drive-It" sirve para controlar diferentes medios de transporte. El juego ofrece coches, helicópteros, barcos, camiones, aviones, etc. y el transporte por la ciudad. Hay dos tipos:
- Modo misión: En este tipo se deben completar ciertas misiones como capturar criminales, apagar incendios, o terminar con las huelgas. Se tiene un tiempo límite antes de completar la misión con éxito. Si es así habrá una recompensa con puntos y edificios o dinero o un impulso para conseguir mayores recompensas.
- Modo libre: En este modo se puede tener el control total sobre el control del coche.

## Desarrollo

### ExpansiónHora Punta
SimCity 4: Hora Punta es la única expansión oficial existente para SimCity 4. Fue publicada en septiembre de 2003. Se centra en los aspectos relacionados con el transporte en la ciudad. Entre otras novedades:
- Nuevos tipos de carreteras: avenidas, autopistas a ras de suelo, carreteras de un sentido, ...
- Nuevos tipos de transporte público: monorrail, transbordador y metro elevado.
- Nuevo Modo conducir: Para poder pilotar una variada selección de vehículos terrestres, aéreos y marítimos a lo largo de la ciudad. Aunque con reminiscencias de Streets of SimCity, la vista usada sigue siendo la misma que en SimCity 4.
- Nuevos estilos arquitectónicos, como el Europa Actual, Nueva York 1940, Houston 1990 y Chicago 1890.
- Nuevos edificios históricos, como el homenaje a Abraham Lincoln y el Museo Americano de Historia Natural.
- Nuevos desastres, como el de la llegada de un OVNI o el Autosaurius Rex.
- Posibilidad de elegir el nivel de dificultad de juego (fácil, medio y difícil).
- Nuevos tipos de vehículos, casas, tiendas e industrias.
- Posibilidad de elegir el auto y el trabajo de los sims creados.
- Nuevos premios como el Embarcadero de Cruceros o el Faro.
- Posibilidad de elegir más tipos de puentes que construirás.
- Nuevas herramientas como el peaje o el aparcamiento.
- Nuevos tutoriales.

## Comunidad
La gran comunidad que rodea al juego ha logrado extenderlo más allá de donde Maxis lo dejó, mejorando el algoritmo de búsqueda de caminos de los Sims, añadiendo cantidad de edificios al juego o hasta convirtiéndolo en juegos totalmente diferentes.